# Campeonato da Alemanha de Ciclismo em Pista

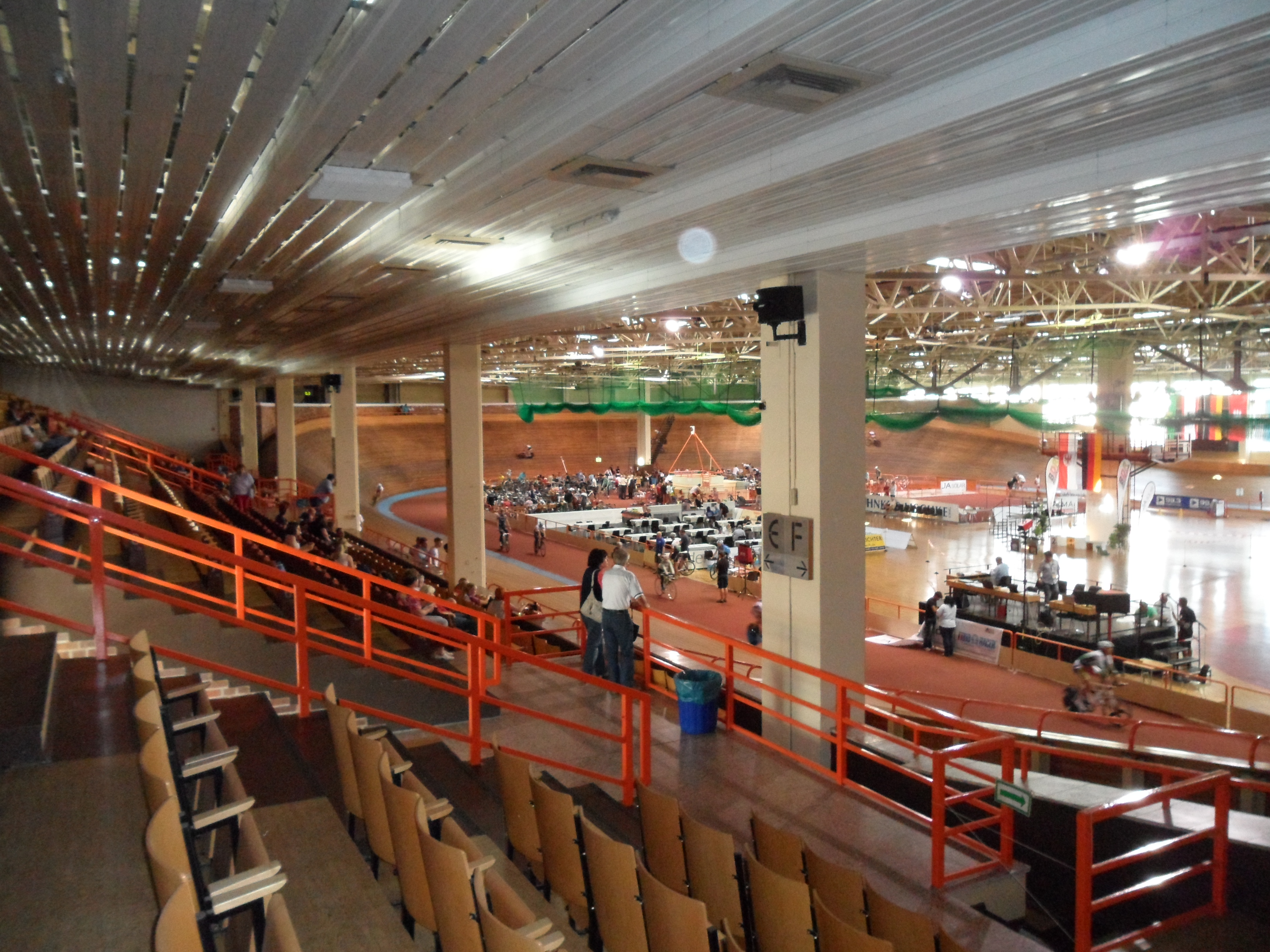
A Oderlandhalle de Frankfurt acolhe os campeonatos em 2017

Os campeonatos da Alemanha em pista são os campeonatos nacionais de ciclismo em pista da Alemanha. Têm lugar anualmente nos diferentes velódromos do país.
Têm lugar a cada ano desde 1890. Os campeões da Alemanha estão determinadas nas diferentes disciplinas do ciclismo em pista.
Os primeiros campeonatos alemães têm lugar em 1890 em Munique, na grande-bi e dos tricycles. O primeiro campeão alemão, numa grande-bi é o futuro campeão do mundo August Lehr. Apenas a velocidade estava disputada para esta primeira edição.
Em 2015, em Berlim, disputaram-se oficialmente os 129.º campeonatos da Alemanha de ciclismo em pista, mas este número de edição dada pela Federação alemã, não é sem controvérsia: Desde 1890, bem mais ligueiros desenvolveram-se. Certos anos, as disciplinas tinham lugar em lugares diferentes, tinha igualmente campeonatos aficionados e outros profissionais.

## Palmarés masculino

### Americana
| Ano  | Vencedor                              | Segundo                              | Terceiro                                 |
| 1946 | Rudi Mirke Harry Saager               | Karl Kittsteiner Georg Voggenreiter  | Heinrich Schwarzer Karl Siehl            |
| 1947 | Rudi Mirke Hans Preiskeit             | Josef Pastor Emil Schöpflin          | Harry Saager Heinrich Schwarzer          |
| 1948 | Gerhard Bolte Willy Funda             | Erich Hoffmann Karl Wiemer           | Heinrich Schwarzer Georg Voggenreiter    |
| 1949 | Werner Holthöfer Günther Pankoke      | Heinrich Schwarzer Erich Zawadski    | Hans Hörmann Ludwig Hörmann              |
| 1950 | Harry Saager Heinrich Schwarzer       | Hans Hörmann Ludwig Hörmann          | Heinz Müller Karl Weimer                 |
| 1951 | Hans Hörmann Ludwig Hörmann           | Georg Voggenreiter Viktor Wichterich | Theo Intra Karl Weimer                   |
| 1952 | Walter Schurmann Fritz Siefert        | Waldemar Knoke Heinz Zoll            | Valentin Petry Karl Weimer               |
| 1953 | Lothar Ehmer Günther Pankoke          | Hans Mlady Georg Voggenreiter        | Josef Pastor Josef Kolbeck               |
| 1954 | Ludwig Hörmann Hans Preiskeit         | Werner Holthöfer Rudi Theissen       | Herbert Weinrich Heinz Zoll              |
| 1955 | Herbert Weinrich Heinz Zoll           | Valentin Petry Walter Schurmann      | Edi Gieseler Hans Preiskeit              |
| 1956 | Valentin Petry Heinz Scholl           | Klaus Bugdahl Horst Holzmann         | Heinz Müller Walter Schurmann            |
| 1957 | Manfred Donike Edi Gieseler           | Heinz Scholl Günther Ziegler         | Willi Liebelt Horst Tüller               |
| 1958 | Klaus Bugdahl Valentin Petry          | Hans Junkermann Emil Reinecke        | Edi Gieseler Heinz Scholl                |
| 1959 | Klaus Bugdahl Hans Junkermann         | Edi Gieseler Heinz Vöpel             | Horst Holzmann Günther Ziegler           |
| 1960 | Klaus Bugdahl Hans Junkermann         | Otto Altweck Sigi Renz               | Manfred Donike Rolf Roggendorf           |
| 1961 | Rudi Altig Hans Junkermann            | Klaus Bugdahl Rolf Roggendorf        | Sigi Renz Günther Ziegler                |
| 1962 | Rudi Altig Hans Junkermann            | Sigi Renz Günther Ziegler            | Willi Altig Friedhelm Fischerkeller      |
| 1963 | Klaus Bugdahl Sigi Renz               | Dieter Kemper Horst Oldenburg        | Rolf Roggendorf Wolfgang Schulze         |
| 1964 | Rudi Altig Hans Junkermann            | Dieter Kemper Horst Oldenburg        | Rolf Roggendorf Bernd Rohr               |
| 1965 | Hans Junkermann Horst Oldenburg       | Sigi Renz Wolfgang Schulze           | Rudi Altig Dieter Kemper                 |
| 1967 | Winfried Bölke Klemens Großimlinghaus | Wilfried Peffgen Dieter Puschel      | Dieter Kemper Horst Oldenburg            |
| 1977 | Albert Fritz Wilfried Peffgen         | Günther Haritz Dietrich Thurau       | Hans Hindelang Horst Schütz              |
| 1981 | Wilfried Peffgen Horst Schütz         | Udo Hempel Günther Schumacher        | Hans-Peter Jakst Hans Neumayer           |
| 1982 | Albert Fritz Dietrich Thurau          | Gregor Braun Hans Hindelang          | Heinz Betz Werner Betz                   |
| 1983 | Gregor Braun Henry Rinklin            | Heinz Betz Werner Betz               | Hans Hindelang Horst Schütz              |
| 1994 | Gerd Dörich Markus Hess               | Erik Weispfennig Hardy Zimmermann    | Andreas Beikirch Uwe Messerschmidt       |
| 1995 | Andreas Beikirch Uwe Messerschmidt    | Konstantin Hamann Mario Vonhof       | Martin Bösch Stefan Kleinhans            |
| 1996 | Andreas Beikirch Uwe Messerschmidt    | Steffen Blochwitz Lars Teutenberg    | Frank Kowatschitsch Hardy Zimmermann     |
| 1997 | Andreas Kappes Carsten Wolf           | Steffen Blochwitz Olaf Pollack       | Andreas Beikirch Lars Teutenberg         |
| 1998 | Stefan Steinweg Erik Weispfennig      | Christian Lademann Thorsten Rund     | Guido Fulst Ralf Liehner                 |
| 1999 | Guido Fulst Thorsten Rund             | Andreas Kappes Olaf Pollack          | Stefan Steinweg Erik Weispfennig         |
| 2000 | Andreas Beikirch Olaf Pollack         | Erik Weispfennig Stefan Steinweg     | Robert Bartko Andreas Kappes             |
| 2001 | Mathias Kahl Christian Lademann       | Erik Weispfennig Stefan Steinweg     | Lars Teutenberg Andreas Walzer           |
| 2002 | Frank Kowatschitsch Lars Teutenberg   | Jan Ott Daniel Palicki               | Patrick Billian Christoph Meschenmoser   |
| 2003 | Andreas Müller Guido Fulst            | Christian Bach Sebastian Siedler     | Frank Kowatschitsch Lars Teutenberg      |
| 2004 | Gerd Dörich Frank Kowatschitsch       | Andreas Müller Henning Bommel        | Christian Bach Tony Martin               |
| 2005 | Robert Bartko Guido Fulst             | Christian Lademann Erik Weispfennig  | Leif Lampater Christian Grasmann         |
| 2006 | Robert Bartko Andreas Beikirch        | Henning Bommel Andreas Müller        | Robert Bengsch Marcel Kalz               |
| 2007 | Marcel Kalz Robert Bengsch            | Olaf Pollack Roger Kluge             | Erik Mohs Christian Lademann             |
| 2008 | Marcel Kalz Robert Bengsch            | Christian Grasmann Leif Lampater     | Fabian Schaar Ralf Matzka                |
| 2009 | Olaf Pollack Roger Kluge              | Marcel Kalz Robert Bengsch           | Robert Bartko Leif Lampater              |
| 2010 | Christian Grasmann Leif Lampater      | Henning Bommel Franz Schiewer        | Marcel Barth Erik Mohs                   |
| 2011 | Marcel Kalz Robert Bengsch            | Marcel Barth Erik Mohs               | Ralf Matzka Theo Reinhardt               |
| 2012 | Marcel Kalz Robert Bengsch            | Christian Grasmann Leif Lampater     | Philipp Zwingenberger Sebastian Wotschke |
| 2013 | Nico Heßlich Leif Lampater            | Marco Mathis Christopher Muche       | Marcel Barth Erik Mohs                   |
| 2014 | Marcel Kalz Leif Lampater             | Maximilian Beyer Nico Heßlich        | Pascal Ackermann Marco Mathis            |
| 2015 | Christian Grasmann Stefan Schäfer     | Achim Burkart Nico Heßlich           | Marcel Kalz Leif Lampater                |
| 2016 | Nico Heßlich Sebastian Schmiedel      | Achim Burkart Sebastian Wotschke     | Max Kanter Carl Soballa                  |
| 2017 | Theo Reinhardt Kersten Thiele         | Marcel Kalz Maximilian Beyer         | Stefan Schäfer Hans Pirius               |
| 2018 | Richard Banusch Christian Koch        | Henning Bommel Moritz Malcharek      | Achim Burkart Kersten Thiele             |
| 2019 | Theo Reinhardt Maximilian Beyer       | Moritz Malcharek Sebastian Schmiedel | Moritz Augenstein Achim Burkart          |

### Corrida por pontos
| Ano  | Vencedor           | Segundo          | Terceiro                |
| 1981 | Dieter Giebken     |                  |                         |
| 1989 | Werner Müller      |                  |                         |
| 1990 | Hans-Joachim Pohl  |                  |                         |
| 1991 | Andreas Walzer     |                  |                         |
| 1992 | Guido Fulst        |                  |                         |
| 1993 | Andreas Beikirch   |                  |                         |
| 1994 | Erik Weispfennig   |                  |                         |
| 1995 | Guido Fulst        |                  |                         |
| 1996 | Andreas Beikirch   |                  |                         |
| 1997 | Não atribuido      |                  |                         |
| 1998 | Christian Lademann |                  |                         |
| 1999 | Andreas Kappes     | Lars Teutenberg  | Stefan Steinweg         |
| 2000 | Andreas Kappes     | Guido Fulst      | Stefan Steinweg         |
| 2001 | Andreas Müller     | Lars Teutenberg  | Stefan Steinweg         |
| 2002 | Andreas Müller     | Patrick Billian  | Erik Weispfennig        |
| 2003 | Marc Altmann       | Stefan Löffler   | Jan Ott                 |
| 2004 | Guido Fulst        | Marc Altmann     |                         |
| 2005 | Andreas Müller     | Stefan Steinweg  | Michael Arends          |
| 2006 | Sebastian Frey     | Roger Kluge      | Andreas Müller          |
| 2007 | Roger Kluge        | Marcel Barth     | Henning Bommel          |
| 2008 | Robert Bartko      | Roger Kluge      | Daniel Becke            |
| 2009 | Não atribuido      | Roger Kluge      | Robert Bengsch          |
| 2010 | Franz Schiewer     | Erik Mohs        | Christian Grasmann      |
| 2011 | Rüdiger Selig      | Max Stahr        | Marcel Kalz             |
| 2012 | Robert Bengsch     | Theo Reinhardt   | Franz Schiewer          |
| 2013 | Marcel Kalz        | Maximilian Beyer | Leif Lampater           |
| 2014 | Leon Rohde         | Achim Burkart    | Nico Heßlich            |
| 2015 | Marcel Kalz        | Nico Heßlich     | Sebastian Wotschke      |
| 2016 | Roger Kluge        | Marco Mathis     | Christian Grasmann      |
| 2017 | Henning Bommel     | Achim Burkart    | Maximilian Beyer        |
| 2018 | Erik Schubert      | Richard Banusch  | Moritz Malcharek        |
| 2019 | Theo Reinhardt     | Achim Burkart    | Martin Alexander Salmon |

### Meio fundo
| Ano  | Vencedor            | Segundo             | Terceiro             |
| 1895 | Otto Mündner        | Seeger              | Irgl                 |
| 1896 | Josef Fischer       | Georg Oberberger    | Paul Mundner         |
| 1897 | Alfred Köcher       | Hermann Weiss       | Willi Koch           |
| 1898 | Alfred Köcher       | Josef Fischer       | Franz Gerger         |
| 1906 | Anton Huber         | Peter Günther       | Kurt Rosenlöcher     |
| 1907 | Anton Huber         | Hermann Przyrembel  | Arthur Stellbrink    |
| 1908 | Thaddäus Robl       | Willi Pongs         |                      |
| 1909 | Arthur Stellbrink   | Willi Mauss         | Peter Günther        |
| 1910 | Richard Scheuermann | Arthur Stellbrink   | Bruno Salzmann       |
| 1911 | Peter Günther       | Albert Schipke      | Richard Scheuermann  |
| 1912 | Peter Günther       | Walter Ebert        | Richard Scheuermann  |
| 1913 | Gustav Janke        | Richard Scheuermann | Peter Günther        |
| 1914 | Karl Saldow         | Paul Thomas         | Paul Nettelbeck      |
| 1915 | Gustav Janke        | Arthur Stellbrink   | Paul Thomas          |
| 1918 | Franz Krupkat       | Peter Günther       | Adam Bäumler         |
| 1919 | Karl Saldow         | Jean Weiß           | Franz Krupkat        |
| 1920 | Karl Wittig         | Willy Appelhans     | Jean Weiß            |
| 1921 | Karl Wittig         | Jean Weiß           | Jean Rosellen        |
| 1922 | Paul Thomas         | Walter Sawall       | Karl Saldow          |
| 1923 | Jean Rosellen       | Paul Thomas         | Karl Wittig          |
| 1924 | Karl Saldow         | Paul Thomas         | Jean Rosellen        |
| 1925 | Karl Saldow         | Walter Sawall       | Karl Wittig          |
| 1926 | Karl Wittig         | Emil Lewanow        | Fritz Bauer          |
| 1927 | Walter Sawall       | Paul Krewer         | Emil Lewanow         |
| 1929 | Walter Sawall       | Paul Krewer         | Fritz Bauer          |
| 1931 | Walter Sawall       | Erich Möller        | Paul Krewer          |
| 1932 | Erich Möller        | Walter Sawall       | Kurt Schindler       |
| 1933 | Erich Metze         | Hermann Hille       | Paul Krewer          |
| 1934 | Erich Metze         | Paul Krewer         | Erich Möller         |
| 1935 | Erich Metze         | Walter Lohmann      | Adolf Wissbröcker    |
| 1936 | Erich Metze         | Hermann Hille       | Erich Möller         |
| 1937 | Adolf Schön         | Walter Lohmann      | Kurt Schindler       |
| 1938 | Walter Lohmann      | Erich Metze         | Adolf Schön          |
| 1939 | Erich Metze         | Toni Merkens        | Walter Lohmann       |
| 1940 | Toni Merkens        | Georg Umbenhauer    | Kurt Schindler       |
| 1941 | Walter Lohmann      | Toni Merkens        | Kurt Schindler       |
| 1942 | Erich Bautz         | Toni Merkens        | Gustav Kilian        |
| 1943 | Walter Lohmann      | Kurt Werner         | Erich Hoffmann       |
| 1944 | Walter Lohmann      | Jean Schorn Jr.     | Willi Rintelmann     |
| 1946 | Walter Lohmann      | Gustav Kilian       | Kurt Schindler       |
| 1947 | Jean Schorn         | Walter Lohmann      | Gustav Kilian        |
| 1948 | Walter Lohmann      | Karl Kittsteiner    | Erich Metze          |
| 1949 | Walter Lohmann      | Karl Kittsteiner    | Jean Schorn          |
| 1950 | Erich Bautz         | Karl Kittsteiner    | Dietmar Nothdurft    |
| 1951 | Walter Lohmann      | Jean Schorn Jr.     | Rudi Keil            |
| 1952 | Walter Lohmann      | Jean Schorn Jr.     | Gustav Kilian        |
| 1953 | Walter Lohmann      | Otto Ziege          | Jean Schorn          |
| 1954 | Karl Kittsteiner    | Ludwig Hörmann      | Jean Schorn          |
| 1955 | Valentin Petry      | Willi Rintelmann    | Karl Kittsteiner     |
| 1956 | Heinz Jakobi        | Valentin Petry      | Günther Otte         |
| 1957 | Valentin Petry      | Günther Otte        | Heinz Scholl         |
| 1958 | Heinz Jakobi        | Horst Tüller        | Joachim Holz         |
| 1959 | Heinz Jakobi        | Joachim Holz        | Valentin Petry       |
| 1960 | Karl-Heinz Marsell  | Horst Tüller        | Joachim Holz         |
| 1961 | Karl-Heinz Marsell  | Bernd Hardege       | August Rieke         |
| 1962 | Joachim Holz        | Bernd Hardege       | Karl-Heinz Marsell   |
| 1963 | Karl-Heinz Marsell  | Horst Staudacher    | Bernd Hardege        |
| 1964 | Horst Staudacher    | Karl-Heinz Marsell  | Ehrenfried Rudolph   |
| 1965 | Ehrenfried Rudolph  | Klaus Bugdahl       | Wolfgang Schulze     |
| 1966 | Ehrenfried Rudolph  | Hartmut Scholz      | Rolf Roggendorf      |
| 1967 | Wolfgang Schulze    | Dieter Kemper       | Ernst Streng         |
| 1968 | Ehrenfried Rudolph  | Ernst Streng        | Wolfgang Schulze     |
| 1969 | Ehrenfried Rudolph  | Dieter Kemper       | Ernst Streng         |
| 1975 | Dieter Kemper       | Alfred Gaida        | Karl-Heinz Müddemann |
| 1976 | Dieter Kemper       | Horst Schütz        | Jean Breuer          |
| 1978 | Wilfried Peffgen    | Hans Hindelang      |                      |
| 1979 | Wilfried Peffgen    | Günther Schumacher  | Hans Hindelang       |
| 1982 | Werner Betz         | Wilfried Peffgen    | Günther Schumacher   |
| 1984 | Werner Betz         | Horst Schütz        | Hans Hindelang       |
| 1985 | Werner Betz         | Horst Schütz        | Karl-Heinz Müddemann |
| 1989 | Torsten Rellensmann | Werner Betz         | Joachim Schlaphoff   |
| 1992 | Roland Günther      | Markus Hess         | Torsten Rellensmann  |
| 1993 | Carsten Podlesch    | Ralf Keller         | Torsten Rellensmann  |
| 1994 | Carsten Podlesch    | Torsten Rellensmann | Stefan Schmitz       |
| 1995 | Carsten Podlesch    | Torsten Rellensmann | Markus Hess          |
| 1996 | Torsten Rellensmann | Carsten Podlesch    | Stefan Schmitz       |
| 1997 | Stefan Schmitz      | Ralf Keller         | Stefan Klare         |
| 1998 | Carsten Podlesch    | Ralf Keller         | Stefan Klare         |
| 1999 | Andreas Kappes      | Ralf Keller         | Carsten Podlesch     |
| 2000 | Carsten Podlesch    | Stefan Klare        | Mario Vonhof         |
| 2001 | Carsten Podlesch    | Stefan Klare        | Ralf Keller          |
| 2002 | Carsten Podlesch    | Stefan Klare        | Jan Richter          |
| 2003 | Stefan Klare        | Jan Richter         | Mario Vonhof         |
| 2004 | Stefan Klare        | Andreas Kappes      | Fraude Scholz        |
| 2005 | Carsten Podlesch    | Fraude Scholz       | Jan Richter          |
| 2006 | Carsten Podlesch    | Fraude Scholz       | Florian Fernow       |
| 2007 | Jan-Erik Schwarzer  | Mario Vonhof        | Fraude Scholz        |
| 2008 | Fraude Scholz       | Mario Vonhof        | Jan-Erik Schwarzer   |
| 2009 | Mario Vonhof        | Fraude Scholz       | Jan-Erik Schwarzer   |
| 2010 | Marcel Möbus        | Mario Vonhof        | Fraude Scholz        |
| 2011 | Florian Fernow      | Jan-Erik Schwarzer  | Christoph Breuer     |
| 2012 | Florian Fernow      |                     |                      |
| 2013 | Florian Fernow      |                     |                      |
| 2014 | Stefan Schäfer      |                     |                      |
| 2015 | Stefan Schäfer      |                     |                      |
| 2016 | Stefan Schäfer      |                     |                      |
| 2017 | Stefan Schäfer      |                     |                      |

### Detrás derny
| - 1978 : Peter Vonhof (por trás Hans Wilhelm Werner) - 1979 : Rainer Podlesch (por trás Wolfgang Kruskop) - 1980 : Rainer Podlesch (por trás de Dieter Durst) - 1981 : Jürgen Blasel (por trás Hans Wilhelm Werner) - 1982 : Axel Bokeloh (por trás de Rolf Miehe) - 1983 : Rainer Podlesch (por trás de Dieter Durst) - 1984 : Michael Marx (traseiro Wolfgang Kruskop) - 1985 : Roland Günther (por trás de Heinz Theisen) - 1986 : Roland Renn (por trás de Dieter Durst) - 1987 : Roland Günther (por trás de Heinz Theisen) | - 1988 : Uwe Messerschmidt (traseiro Wolfgang Kruskop) - 1989 : Stefan Steinweg (traseiro Ehrenfried Rudolph) - 1990 : Stefan Steinweg (por trás de Ehrenfried Rudolph) - 1991 : Carsten Podlesch (por trás de Dieter Durst) - 1992 : Carsten Podlesch (por trás de Dieter Durst) - 1993 : Lars Teutenberg (traseiro Walter Schuhmacher) - 1994 : Uwe Messerschmidt (por trás de Helmut Baur) - 1995 : Torsten Rellensmann (traseiro Peter Bäuerlein) - 1996 : Carsten Podlesch (traseiro Peter Bäuerlein) - 1997 : Uwe Messerschmidt (traseiro Christian Dippel) | - 1998 : Mario Vonhof (por trás de Helmut Baur) - 1999 : Mario Vonhof (por trás de Helmut Baur) - 2000 : Mario Vonhof (por trás de Helmut Baur) - 2001-2013 : não organizado - 2014 : Leif Lampater (traseiro Peter Bäuerlein) - 2015 : Stefan Schäfer (traseiro Peter Bäuerlein) - 2016 : Achim Burkart (traseiro Christian Ertel) - 2017 : Achim Burkart (traseiro Christian Ertel) |

### Keirin
| Ano  | Vencedor         | Segundo             | Terceiro             |
| 2000 | Jens Fiedler     | Jan van Eijden      | Carsten Bergemann    |
| 2001 | René Wolff       | Sören Lausberg      | Eyk Pokorny          |
| 2002 | Jens Fiedler     | René Wolff          | Jan van Eijden       |
| 2003 | René Wolff       | Jens Fiedler        | Matthias John        |
| 2004 | René Wolff       | Jan van Eijden      | Dominik Harzheim     |
| 2005 | Stefan Nimke     | Jan van Eijden      | Michael Seidenbecher |
| 2006 | Stefan Nimke     | Carsten Bergemann   | Marc Jäger           |
| 2007 | René Enders      | Sebastian Döhrer    | Sascha Hübner        |
| 2008 | Maximilian Levy  | Matthias John       | René Enders          |
| 2009 | Maximilian Levy  | René Enders         | Benjamin Wittmann    |
| 2010 | Tobias Wächter   | René Enders         | Marc Schröder        |
| 2011 | Maximilian Levy  | René Enders         | Stefan Bötticher     |
| 2012 | Stefan Bötticher | Eric Engler         | Tobias Wächter       |
| 2013 | Maximilian Levy  | René Enders         | Robert Förstemann    |
| 2014 | Stefan Bötticher | Marc Schröder       | Robert Förstemann    |
| 2015 | Maximilian Levy  | Maximilian Dörnbach | Erik Balzer          |
| 2016 | Maximilian Levy  | Jan May             | Marc Jurczyk         |
| 2017 | Maximilian Levy  | Marc Jurczyk        | Maximilian Dörnbach  |
| 2018 | Maximilian Levy  | Robert Förstemann   | Stefan Bötticher     |
| 2019 | Marc Jurczyk     | Maximilian Dörnbach | Eric Engler          |

### Quilómetro
| Ano  | Vencedor             | Segundo              | Terceiro             |
| 1993 | Jens Glücklich       | Marcus Nagel         | Matthias Jurke       |
| 1994 | Michael Scheurer     | Jens Glücklich       | Marcus Nagel         |
| 1995 | Sören Lausberg       | Jens Glücklich       | Jan van Eijden       |
| 1996 | Stefan Nimke         | Sören Lausberg       | Jan van Eijden       |
| 1997 | Sören Lausberg       | Stefan Nimke         | Jan van Eijden       |
| 1998 | Sören Lausberg       | Stefan Nimke         | Michael Scheurer     |
| 1999 | Stefan Nimke         | Carsten Bergemann    |                      |
| 2000 | Stefan Nimke         | Carsten Bergemann    | Thilo Kitzmann       |
| 2001 | Sören Lausberg       | Stefan Nimke         | Carsten Bergemann    |
| 2002 | Sören Lausberg       | Stefan Nimke         | Carsten Bergemann    |
| 2003 | Sören Lausberg       | Carsten Bergemann    | Dominik Krones       |
| 2004 | Carsten Bergemann    | Matco Jäger          | Michael Seidenbecher |
| 2005 | Carsten Bergemann    | Marco Jäger          | Sören Lausberg       |
| 2006 | Michael Seidenbecher | Maximilian Levy      | Carsten Bergemann    |
| 2007 | Michael Seidenbecher | Carsten Bergemann    | Sebastian Döhrer     |
| 2008 | Robert Förstemann    | Michael Seidenbecher | Paul Kanzler         |
| 2009 | Joachim Eilers       | Robert Förstemann    | Marc Schröder        |
| 2010 | Stefan Nimke         | Eric Engler          | Sascha Hübner        |
| 2011 | Stefan Nimke         | Joachim Eilers       | Eric Engler          |
| 2012 | Eric Engler          | Robert Förstemann    | Sascha Hübner        |
| 2013 | Maximilian Levy      | Lucas Liss           | Sascha Hübner        |
| 2014 | Eric Engler          | Joachim Eilers       | Maximilian Levy      |
| 2015 | Maximilian Dörnbach  | Maximilian Levy      | Eric Engler          |
| 2016 | Joachim Eilers       | Eric Engler          | Marc Jurczyk         |
| 2017 | Maximilian Dörnbach  | Marc Jurczyk         | Robert Förstemann    |
| 2018 | Maximilian Dörnbach  | Joachim Eilers       | Marc Jurczyk         |
| 2019 | Marc Jurczyk         | Félix Groß           | Maximilian Dörnbach  |

### Omnium
| Ano  | Vencedor         | Segundo          | Terceiro          |
| 2011 | Robert Bengsch   | Erik Mohs        | Marcel Kalz       |
| 2012 | Lucas Liss       | Maximilian Beyer | Theo Reinhardt    |
| 2013 | Maximilian Beyer | Nils Schomber    | Leon Rohde        |
| 2014 | Theo Reinhardt   | Michel Koch      | Nico Heßlich      |
| 2015 | Roger Kluge      | Lucas Liss       | Domenic Weinstein |
| 2016 | Maximilian Beyer | Nico Heßlich     | Leif Lampater     |
| 2017 | Leif Lampater    | Maximilian Beyer | Roger Kluge       |
| 2018 | Roger Kluge      | Moritz Malcharek | Domenic Weinstein |
| 2019 | Maximilian Beyer | Theo Reinhardt   | Leon Heinschke    |

### Perseguição individual

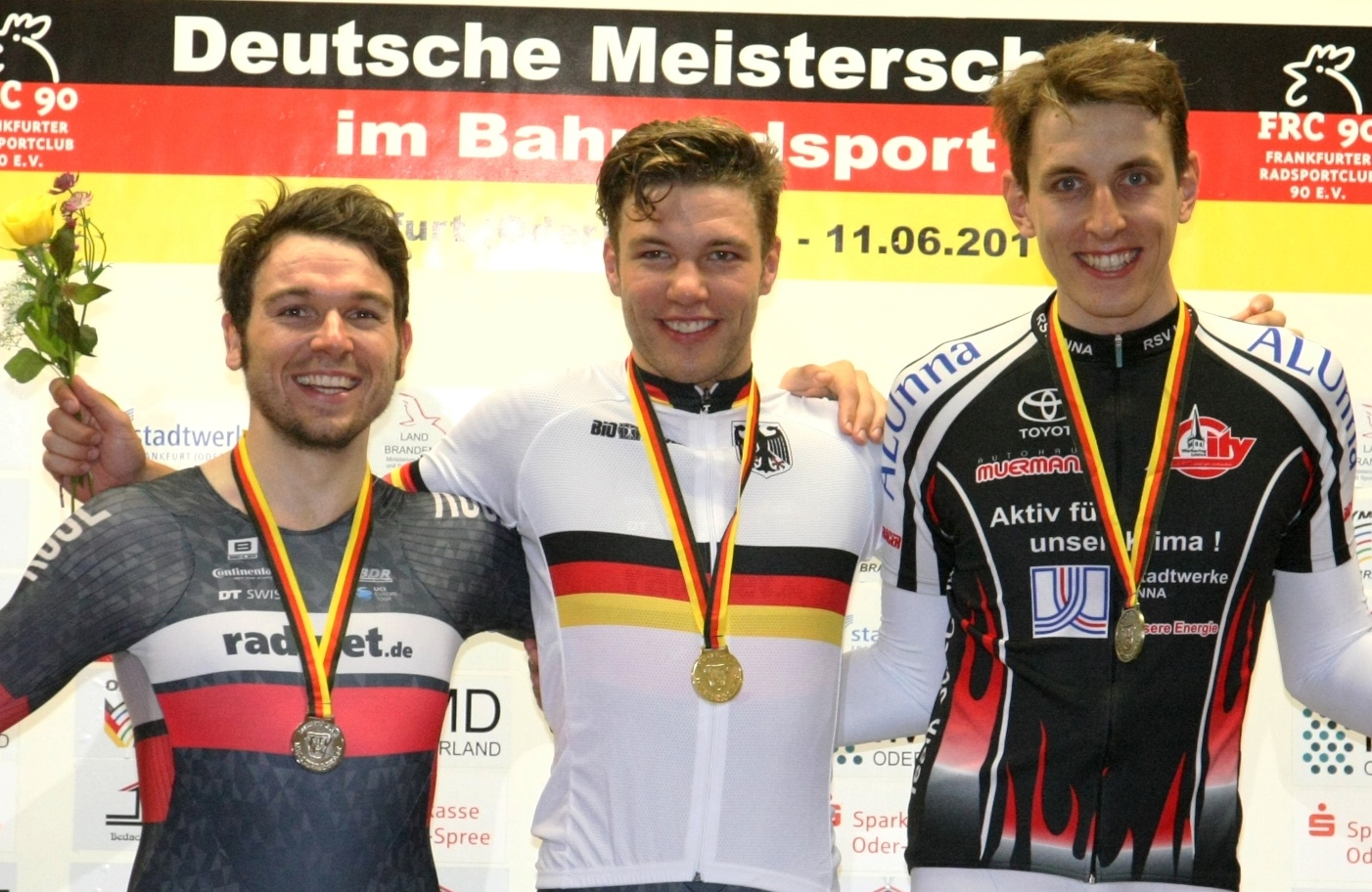
O pódio 2017

| Ano  | Vencedor           | Segundo           | Terceiro               |
| 1947 | Heinrich Schwarzer | Hans Kaune        | Harry Saager           |
| 1948 | Heinrich Schwarzer | Josef Pastor      | Harry Saager           |
| 1949 | Heinrich Schwarzer | Hans Preiskeit    | Fritz Jährling         |
| 1950 | Heinrich Schwarzer | Josef Pastor      | Harry Saager           |
| 1951 | Heinrich Schwarzer | Waldemar Knoke    | Hans Kaune             |
| 1952 | Heinrich Schwarzer | Waldemar Knoke    | Hans Kaune             |
| 1953 | Ludwig Hörmann     | Hans Kaune        | Josef Pastor           |
| 1954 | Franz Reitz        | Hans Rupprath     | Hans Preiskeit         |
| 1955 | Edi Gieseler       | Theo Intra        | Franz Reitz            |
| 1956 | Edi Gieseler       | Hans Junkermann   | Willi Liebelt          |
| 1957 | Klaus Bugdahl      | Edi Gieseler      | Horst Tüller           |
| 1958 | Hans Junkermann    | Klaus Bugdahl     | Edi Gieseler           |
| 1959 | Otto Altweck       | Hans Jaroscewicz  | Hans Junkermann        |
| 1960 | Rudi Altig         | Willi Altig       | Manfred Donike         |
| 1961 | Rudi Altig         | Edi Gieseler      | Dieter Kemper          |
| 1962 | Sigi Renz          | Dieter Kemper     | Hans Jaroscewicz       |
| 1963 | Dieter Kemper      | Klaus Bugdahl     | Sigi Renz              |
| 1964 | Dieter Kemper      | Klaus May         | Klemens Großimlinghaus |
| 1965 | Dieter Kemper      | Lothar Claesges   | Klaus May              |
| 1966 | Dieter Kemper      | Klaus May         | Klaus Bugdahl          |
| 1967 | Siegfried Adler    | Klaus May         | Klemens Großimlinghaus |
| 1968 | Peter Glemser      | Siegfried Adler   | Klemens Großimlinghaus |
| 1969 | Albert Fritz       | Siegfried Adler   | Dieter Kemper          |
| 1975 | Dietrich Thurau    | Günther Haritz    | Jürgen Tschan          |
| 1976 | Dietrich Thurau    | Günther Haritz    | Jürgen Tschan          |
| 1989 | Roland Günther     | Uwe Nepp          | Jochen Görgen          |
| 1990 | Michael Glöckner   |                   |                        |
| 1991 | Andreas Walzer     |                   |                        |
| 1992 | Jens Lehmann       |                   |                        |
| 1993 | Jens Lehmann       | Andreas Bach      | Jan Kuenhert           |
| 1994 | Guido Fulst        | Jens Lehmann      | Andreas Bach           |
| 1995 | Jens Lehmann       | Guido Fulst       | Robert Bartko          |
| 1996 | Heiko Szonn        | Jens Lehmann      | Christian Lademann     |
| 1997 | Jens Lehmann       | Thomas Liese      | Christian Lademann     |
| 1998 | Jens Lehmann       | Stefan Steinweg   | Robert Bartko          |
| 1999 | Jens Lehmann       | Stefan Steinweg   | Daniel Becke           |
| 2000 | Jens Lehmann       | Robert Bartko     | Guido Fulst            |
| 2001 | Jens Lehmann       | Stefan Steinweg   | Andreas Walzer         |
| 2002 | Guido Fulst        | Sebastian Siedler | Jens Lehmann           |
| 2003 | Daniel Becke       | Jens Lehmann      | Sebastian Siedler      |
| 2004 | Jens Lehmann       | Christian Bach    | Christian Grasmann     |
| 2005 | Robert Bartko      | Guido Fulst       | Robert Bengsch         |
| 2006 | Robert Bartko      | Leif Lampater     | Patrick Gretsch        |
| 2007 | Robert Bartko      | Olaf Pollack      | Patrick Gretsch        |
| 2008 | Robert Bartko      | Patrick Gretsch   | Daniel Becke           |
| 2009 | Patrick Gretsch    | Robert Bartko     | Stefan Schäfer         |
| 2010 | Tobias Erler       | Stefan Schäfer    | Sven Krauss            |
| 2011 | Nikias Arndt       | Jakob Steigmiller | Stefan Schäfer         |
| 2012 | Roger Kluge        | Moritz Schaffner  | Michel Koch            |
| 2013 | Stefan Schäfer     | Maximilian Beyer  | Lucas Liss             |
| 2014 | Stefan Schäfer     | Domenic Weinstein | Leif Lampater          |
| 2015 | Domenic Weinstein  | Leon Rohde        | Leif Lampater          |
| 2016 | Marco Mathis       | Roger Kluge       | Leon Rohde             |
| 2017 | Domenic Weinstein  | Kersten Thiele    | Justin Wolf            |
| 2018 | Domenic Weinstein  | Félix Groß        | Nils Schomber          |
| 2019 | Félix Groß         | Theo Reinhardt    | Nils Schomber          |

### Perseguição por equipas
| Ano  | Vencedor                                                       | Segundo                                                    | Terceiro                                                            |
| 1993 | Stefan Steinweg Erik Weispfennig Guido Fulst Lars Teutenberg   |                                                            |                                                                     |
| 1994 | Guido Fulst Robert Bartko Erik Weispfennig Andreas Bach        |                                                            |                                                                     |
| 1995 | Guido Fulst Robert Bartko Rüdiger Knispel Heiko Szonn          |                                                            |                                                                     |
| 1996 | Guido Fulst Robert Bartko Heiko Szonn Christian Lademann       |                                                            |                                                                     |
| 1997 | Thomas Liese Jens Lehmann Holger Roth Fraude Scholz            |                                                            |                                                                     |
| 1998 | Sebastian Siedler Jens Lehmann Christian Bach Daniel Becke     |                                                            |                                                                     |
| 1998 | Sebastian Siedler Jens Lehmann Christian Bach Daniel Becke     |                                                            |                                                                     |
| 1999 | Sebastian Siedler Jens Lehmann Christian Bach Daniel Becke     |                                                            |                                                                     |
| 2000 | Guido Fulst Robert Bartko André Kalfack Andreas Müller         |                                                            |                                                                     |
| 2001 | Christian Bach Jens Lehmann Christian Müller Sebastian Siedler |                                                            |                                                                     |
| 2002 | Thomas Fothen Jens Lehmann Sebastian Siedler Moritz Veit       |                                                            |                                                                     |
| 2003 | Christian Bach Jens Lehmann Sebastian Siedler Daniel Schlegel  |                                                            |                                                                     |
| 2004 | Christian Bach Jens Lehmann Sascha Damrow Tony Martin          |                                                            |                                                                     |
| 2005 | Robert Bartko Guido Fulst Leif Lampater Karl-Christian König   |                                                            |                                                                     |
| 2006 | Guido Fulst Robert Kriegs Robert Bartko Karl-Christian König   |                                                            |                                                                     |
| 2007 | Robert Kriegs Robert Bartko Karl-Christian König Frank Schulz  |                                                            |                                                                     |
| 2008 | Robert Bengsch Robert Bartko Henning Bommel Frank Schulz       |                                                            |                                                                     |
| 2009 | Robert Bartko Johannes Kahra Roger Kluge Stefan Schäfer        |                                                            |                                                                     |
| 2010 | Robert Bartko Johannes Kahra Henning Bommel Stefan Schäfer     |                                                            |                                                                     |
| 2011 | Nikias Arndt Franz Schiewer Henning Bommel Stefan Schäfer      |                                                            |                                                                     |
| 2012 | Kersten Thiele Michel Koch Yuriy Vasyliv Henning Bommel        |                                                            |                                                                     |
| 2013 | Félix Donath Roger Kluge Stefan Schäfer Franz Schiewer         | Leif Lampater Marcel Kalz Nico Heßlich Christian Grasmann  | Lucas Liss Theo Reinhardt Nils Schomber Kersten Thiele              |
| 2014 | Kersten Thiele Theo Reinhardt Henning Bommel Nils Schomber     | Leon Rohde Stefan Schäfer Franz Schiewer Willi Willwohl    | Florian Kretschy Sebastian Wotschke Hans Pirius Maximilian Beyer    |
| 2015 | Henning Bommel Theo Reinhardt Nils Schomber Domenic Weinstein  | Maximilian Beyer Michel Koch Marco Mathis Kersten Thiele   | Florian Kretschy Sebastian Wotschke Hans Pirius Maximilian Beyer    |
| 2016 | Maximilian Beyer Leif Lampater Lucas Liß Marco Mathis          | Jasper Frahm Leon Rohde Carl Soballa Sebastian Wotschke    | Marcel Franz Max Kanter Robert Kessler Franz Schiewer               |
| 2017 | Lucas Liß Theo Reinhardt Kersten Thiele Domenic Weinstein      | Jasper Frahm Bastian Flicke Félix Groß Nils Schomber       | Roger Kluge Stefan Schäfer Henning Bommel Leif Lampater             |
| 2018 | Lucas Liß Félix Groß Leif Lampater Jasper Frahm                | Henning Bommel Richard Banusch Roger Kluge Maximilian Levy | Maximilian Beyer Leon Rohde Nils Schomber Domenic Weinstein         |
| 2019 | Theo Reinhardt Félix Groß Leon Rohde Nils Schomber             | Maximilian Beyer Calvin Dik Jasper Frahm Domenic Weinstein | Richard Banusch Henning Bommel Moritz Malcharek Sebastian Schmiedel |

### Scratch
| Ano  | Vencedor         | Segundo          | Terceiro         |
| 2011 | Daniel Rackwitz  | Franz Schiewer   | Marcel Barth     |
| 2012 | Maximilian Beyer | Pascal Ackermann | Nico Heßlich     |
| 2013 | Maximilian Beyer | Pascal Ackermann | Nils Schomber    |
| 2016 | Max Kanter       | Lucas Liß        | Stefan Schneider |
| 2017 | Lucas Liß        | Roger Kluge      | Maximilian Beyer |
| 2018 | Leon Rohde       | Leif Lampater    | Achim Burkart    |
| 2019 | Maximilian Beyer | Moritz Malcharek | Achim Burkart    |

### Velocidade individual
| Ano  | Vencedor            | Segundo             | Terceiro             |
| 1895 | August Lehr         | Hans Hofmann        | Arthur Heimann       |
| 1896 | Willy Arend         | Bruno Büchner       | August Habich        |
| 1897 | Willy Arend         | Michael Herty       | Arthur Heimann       |
| 1898 | Franz Verheyen      | August Heering      | Karl Weeck           |
| 1908 | Richard Scheuermann | Otto Meyer          | Bruno Wegener        |
| 1909 | Otto Meyer          | Julius Bettinger    | Clemens Schürmann    |
| 1910 | Walter Rütt         | Willy Arend         | Otto Meyer           |
| 1914 | Eugen Stabe         | Willy Lorenz        | Otto Meyer           |
| 1919 | Walter Rütt         | Ernst Ostermeier    | Willi Kops           |
| 1920 | Walter Rütt         | Willy Arend         | Ernst Ostermeier     |
| 1921 | Willy Arend         | Ernst Ostermeier    | Willy Lorenz         |
| 1922 | Willy Lorenz        | Walter Rütt         | Eugen Stabe          |
| 1923 | Walter Rütt         | Willy Gottfried     | Georg Schmucker      |
| 1924 | Willy Lorenz        | Walter Rütt         | Henry Mayer          |
| 1925 | Willy Gottfried     | Willy Lorenz        | Max Hahn             |
| 1926 | Willy Lorenz        | Max Hahn            | Alex Fricke          |
| 1927 | Alex Fricke         | Paul Oszmella       | Willy Lorenz         |
| 1928 | Mathias Engel       | Paul Oszmella       | Fritz Knappe         |
| 1929 | Mathias Engel       | Fritz Knappe        | Fritz Schamberg      |
| 1930 | Peter Steffes       | Paul Oszmella       | Fritz Knappe         |
| 1931 | Peter Steffes       | Mathias Engel       | Paul Oszmella        |
| 1932 | Mathias Engel       | Peter Steffes       | Paul Oszmella        |
| 1933 | Albert Richter      | Mathias Engel       | Peter Steffes        |
| 1934 | Albert Richter      | Mathias Engel       | Peter Steffes        |
| 1935 | Albert Richter      | Mathias Engel       | Peter Steffes        |
| 1936 | Albert Richter      | Peter Steffes       | Mathias Engel        |
| 1937 | Albert Richter      | Toni Merkens        | Carl Lorenz          |
| 1938 | Albert Richter      | Carl Lorenz         | Karl Siehl           |
| 1939 | Albert Richter      | Carl Lorenz         | Gottfried Hürtgen    |
| 1940 | Jean Schorn         | Carl Lorenz         | Karl Marklewitz      |
| 1941 | Jean Schorn         | Carl Lorenz         | Franz Dusika         |
| 1942 | Toni Merkens        | Franz Dusika        | Jean Schorn          |
| 1946 | Georg Voggenreiter  | Karl Siehl          | Rudi Mirke           |
| 1947 | Georg Voggenreiter  | Werner Bunzel       | Rudi Mirke           |
| 1948 | Werner Bunzel       | Georg Voggenreiter  | Rudi Mirke           |
| 1949 | Georg Voggenreiter  | Werner Bunzel       | Rudi Mirke           |
| 1950 | Georg Voggenreiter  | Werner Bunzel       | Günther Schulz       |
| 1951 | Georg Voggenreiter  | Heinz Drescher      | Werner Bunzel        |
| 1952 | Georg Voggenreiter  | Heinz Zoll          | Werner Holthöfer     |
| 1953 | Georg Voggenreiter  | Norbert Neumann     | Jürgen Müller        |
| 1954 | Georg Voggenreiter  | Günther Jornitz     |                      |
| 1955 | Werner Potzernheim  | Georg Voggenreiter  | Heinz Zoll           |
| 1956 | Werner Potzernheim  | Georg Voggenreiter  | Karl-Heinz Wawrick   |
| 1957 | Werner Potzernheim  | Günther Ziegler     | Willi Hochgeschurtz  |
| 1958 | Werner Potzernheim  | Willi Hochgeschurtz | Manfred Donike       |
| 1959 | Werner Potzernheim  | Günther Ziegler     | Heinz Vöpel          |
| 1960 | Werner Potzernheim  | Günther Ziegler     | Rudi Altig           |
| 1961 | Günther Ziegler     | Rudi Altig          | Rolf Roggendorf      |
| 1962 | Werner Potzernheim  | Günther Ziegler     | August Rieke         |
| 1963 | Werner Potzernheim  | Ehrenfried Rudolph  | Rolf Roggendorf      |
| 1964 | Werner Potzernheim  | Günther Ziegler     | Hans-Peter Kanters   |
| 1965 | Werner Potzernheim  | Hans-Peter Kanters  | Dieter Gieseler      |
| 1966 | Hans-Peter Kanters  | Bernd Rohr          | Rolf Roggendorf      |
| 1967 | Hans-Peter Kanters  | Bernd Rohr          | Dieter Gieseler      |
| 1969 | Peter Glemser       | Ernst Streng        | Horst Oldenburg      |
| 1975 | Udo Hempel          | Bernd Rasing        | Jürgen Tschan        |
| 1976 | Horst Schütz        | Udo Hempel          | Karl-Heinz Bohnen    |
| 1991 | Jens Fiedler        | Bill Huck           | Eyk Pokorny          |
| 1992 | Jens Fiedler        | Eyk Pokorny         | Emanuel Raasch       |
| 1993 | Jens Fiedler        | Eyk Pokorny         | Bill Huck            |
| 1994 | Jens Fiedler        | Eyk Pokorny         | Michael Hübner       |
| 1995 | Jens Fiedler        | Eyk Pokorny         | Michael Hübner       |
| 1996 | Jens Fiedler        | Eyk Pokorny         | Michael Hübner       |
| 1997 | Eyk Pokorny         | Jens Fiedler        | Jan van Eijden       |
| 1998 | Jens Fiedler        | Eyk Pokorny         | René Wolff           |
| 1999 | Jens Fiedler        | Eyk Pokorny         | Jan van Eijden       |
| 2000 | Jan van Eijden      | Jens Fiedler        | Eyk Pokorny          |
| 2001 | Stefan Nimke        | Eyk Pokorny         | Matthias John        |
| 2002 | Jens Fiedler        | Matthias John       | Carsten Bergemann    |
| 2003 | René Wolff          | Jens Fiedler        | Jan van Eijden       |
| 2004 | Jan van Eijden      | Matthias John       | Carsten Bergemann    |
| 2005 | Stefan Nimke        | Carsten Bergemann   | Marco Jäger          |
| 2006 | Matthias John       | Stefan Nimke        | Michael Seidenbecher |
| 2007 | Matthias John       | Carsten Bergemann   | Robert Förstemann    |
| 2008 | Robert Förstemann   | Matthias John       | Sebastian Döhrer     |
| 2009 | Carsten Bergemann   | Sebastian Döhrer    | Stefan Nimke         |
| 2010 | Tobias Wächter      | Maximilian Levy     | René Enders          |
| 2011 | Stefan Bötticher    | René Enders         | Robert Förstemann    |
| 2012 | Stefan Bötticher    | Max Niederlag       | Tobias Wächter       |
| 2013 | Robert Förstemann   | Maximilian Levy     | René Enders          |
| 2014 | Stefan Bötticher    | Robert Förstemann   | Tobias Wächter       |
| 2015 | Maximilian Levy     | Robert Förstemann   | René Enders          |
| 2016 | Maximilian Levy     | Tobias Wächter      | Eric Engler          |
| 2017 | Maximilian Levy     | René Enders         | Robert Förstemann    |
| 2018 | Maximilian Dörnbach | Stefan Bötticher    | Robert Förstemann    |
| 2019 | Maximilian Dörnbach | Marc Jurczyk        | Stefan Bötticher     |

### Velocidade por equipas

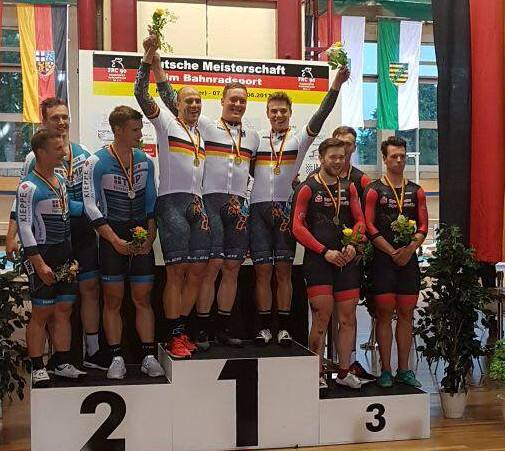
O pódio 2017

| Ano  | Vencedor                                                      | Segundo                                               | Terceiro                                                    |
| 1996 | Jens Fiedler Jan van Eijden Michael Hübner                    | René Hohn Michael Scheurer Matthias Schulze           |                                                             |
| 1997 | Eyk Pokorny Jan van Eijden Sören Lausberg                     | René Hohn Matthias Schulze Michael Scheurer           | René Wolff Stefan Nimke Matthias John                       |
| 1998 | Jens Fiedler Jan van Eijden Michael Scheurer                  | Eyk Pokorny Rene Lausberg Andre Schütze               | Tim Zühlke René Wolff Matthias John                         |
| 1999 | Jens Fiedler Jan van Eijden Eyk Pokorny                       | Carsten Bergemann Stefan Nimke Thomas Henke           | René Wolff Tim Zuhlke Matthias John                         |
| 2000 | Jens Fiedler Jan van Eijden Carsten Bergemann                 | Marco Jäger André Schütze Sven Peterschick            | Thomas Henke Stefan Nimke Thilo Kitzmann                    |
| 2001 | Jens Fiedler Sören Lausberg Eyk Pokorny                       | Matthias John René Wolff Stefan Nimke                 |                                                             |
| 2002 | Jens Fiedler Stefan Nimke Carsten Bergemann                   | Steffen Rimbach Matthias John René Wolff              | Marco Jäger Robert Gerhardt                                 |
| 2003 | Matthias John René Wolff Michael Seidenbecher                 | Jens Fiedler Carsten Bergemann Jan van Eijden         | Sören Lausberg Daniel Giese Robert Gerhardt                 |
| 2004 | Jens Fiedler Stefan Nimke Carsten Bergemann                   | Matthias John René Wolff Michael Seidenbecher         | Robert Förstemann Sebastian Döhrer Dominik Harzheim         |
| 2005 | Marco Jäger Daniel Giese Sören Lausberg                       | Jan van Eijden Stefan Nimke Carsten Bergemann         | Alexander Lasser Robert Förstemann Marco Jäger              |
| 2006 | Benjamin Wittmann Stefan Nimke Carsten Bergemann              | Matthias John René Wolff Michael Seidenbecher         | Robert Förstemann Sebastian Döhrer René Enders              |
| 2007 | Matthias John René Enders Michael Seidenbecher                | Benjamin Wittmann Robert Förstemann Carsten Bergemann | Mathias Stumpf Sebastian Döhrer Michael Spiess              |
| 2008 | Matthias John René Enders Michael Seidenbecher                | Benjamin Wittmann Robert Förstemann Stefan Nimke      | Maximilian Levy Paul Kanzler Rico Plohmann                  |
| 2009 | Robert Förstemann Sascha Hübner Carsten Bergemann             | Stefan Nimke Marc Schröder Tobias Wächter             | Mathias Stumpf René Enders Michael Seidenbecher             |
| 2010 | Stefan Nimke Marc Schröder Tobias Wächter                     | Joachim Eilers Robert Förstemann Carsten Bergemann    | Maximilian Levy Erik Balzer Eric Engler                     |
| 2011 | Maximilian Levy Robert Förstemann Carsten Bergemann           | Stefan Nimke Marc Schröder Tobias Wächter             | Erik Balzer Eric Engler Philipp Thiele                      |
| 2012 | Stefan Bötticher Maximilian Levy Max Niederlag                | Stefan Nimke Marc Schröder Tobias Wächter             | Robert Kanter Eric Engler Philipp Thiele                    |
| 2013 | Richard Aßmus René Enders Robert Förstemann                   | Pascal Ackermann Christopher Muche Domenic Weinstein  | Christian Grasmann Marcel Kalz Leif Lampater                |
| 2014 | Richard Aßmus René Enders Robert Förstemann                   | Eric Engler Robert Kanter Tobias Wächter              | Henry Ober Marc Schröder Stefan Nimke                       |
| 2015 | Robert Förstemann Eric Engler Robert Kanter Tobias Wächter    | Richard Aßmus Maximilian Dörnbach René Enders Jan May | Stefan Nimke Henry Ober Dominique Anklam                    |
| 2016 | Robert Förstemann Eric Engler Robert Kanter                   | Richard Aßmus Marc Jurczyk Jan May                    | Sascha Hubner Maximilian Levy Roger Kluge                   |
| 2017 | Erik Balzer Maximilian Dörnbach Maximilian Levy               | René Enders Marc Jurczyk Jan May                      | Moritz Meißner Nik Schröter Eric Engler                     |
| 2018 | Nik Schröter Maximilian Dörnbach Maximilian Levy              | Stefan Bötticher Joachim Eilers Valentin Schumann     | Dominique René Anklam Carl Hinze Nick Rother Fraude Bichler |
| 2019 | Marc Jurczyk Maximilian Dörnbach Maximilian Levy Nik Schröter | Fraude Bichler Stefan Bötticher Robert Förstemann     | Elias Edbauer Eric Engler Anton Höhne                       |

## Palmarés feminino

### 500 metros
| Ano  | Vencedor          | Segundo              | Terceiro             |
| 1990 | Gabriele Dorausch |                      |                      |
| 1991 | Annett Neumann    |                      |                      |
| 1992 | Annett Neumann    | Kathrin Freitag      | Juliette Raetsch     |
| 1993 | Annett Neumann    | Ina Heinemann        | Juliette Raetsch     |
| 1994 | Annett Neumann    | Kathrin Freitag      | Juliette Raetsch     |
| 1995 | Annett Neumann    | Kathrin Freitag      | Ina Heinemann        |
| 1996 | Annett Neumann    | Kathrin Freitag      | Katrin Meinke        |
| 1997 | Ulrike Weichelt   | Katrin Meinke        | Yvonne Könnecke      |
| 1998 | Ulrike Weichelt   | Susan Panzer         | Daniel Meinke        |
| 1999 | Ulrike Weichelt   | Katrin Meinke        | Daniela Clausnitzer  |
| 2001 | Katrin Meinke     | Susan Panzer         | Daniela Clausnitzer  |
| 2002 | Katrin Meinke     | Kathrin Freitag      | Daniela Clausnitzer  |
| 2003 | Katrin Meinke     | Kathrin Freitag      | Daniela Clausnitzer  |
| 2004 | Dana Glöss        | Daniela Clausnitzer  | Christin Muche       |
| 2005 | Dana Glöss        | Miriam Welte         | Katrin Meinke        |
| 2006 | Miriam Welte      | Jane Gerisch         | Verena Jooß          |
| 2007 | Miriam Welte      | Dana Glöss           | Verena Jooß          |
| 2008 | Miriam Welte      | Jane Gerisch         | Sabine Bretschneider |
| 2009 | Miriam Welte      | Sabine Bretschneider | Dana Glöss           |
| 2010 | Kristina Vogel    | Christin Muche       | Verena Jooß          |
| 2011 | Miriam Welte      | Kristina Vogel       | Sabine Bretschneider |
| 2012 | Miriam Welte      | Charlott Arndt       | Janine Bubner        |
| 2013 | Miriam Welte      | Kristina Vogel       | Janine Bubner        |
| 2014 | Miriam Welte      | Kristina Vogel       | Gudrun Stock         |
| 2015 | Kristina Vogel    | Miriam Welte         | Gudrun Stock         |
| 2016 | Miriam Welte      | Emma Hinze           | Lisa Klein           |
| 2017 | Miriam Welte      | Pauline Grabosch     | Kristina Vogel       |
| 2018 | Miriam Welte      | Emma Hinze           | Pauline Grabosch     |
| 2019 | Emma Hinze        | Miriam Welte         | Lea Sophie Friedrich |

### Americana
| Ano  | Vencedor                            | Segundo                               | Terceiro                              |
| 2017 | Franziska Brauße Alina Lange        | Gudrun Stock Laura Süßemilch          | Michaela Ebert Lena-Marie Gerstäcker  |
| 2018 | Anna Knauer Lisa Küllmer            | Michaela Ebert Tatjana Paller         | Lisa Fischer Gudrun Stock             |
| 2019 | Lea Lin Teutenberg Franziska Brauße | Michaela Ebert Lena Charlotte Reißner | Katharina Hechler Ricarda Bauernfeind |

### Corrida por pontos
| Ano  | Vencedor             | Segundo           | Terceiro                 |
| 1988 | Viola Paulitz-Müller | Gabriele Dorausch | Heidi Matwew             |
| 1989 | Jutta Niehaus        | Andrea Beitzel    | Lieselotte Seidl         |
| 1990 | Petra Rossner        | Jutta Niehaus     | Katrin Ordenar           |
| 1991 | Petra Rossner        | Katrin Ordenar    | Gabriele Prieler-Altweck |
| 1992 | Petra Rossner        | Jutta Niehaus     | Diana Dörffeldt          |
| 1993 | Ina-Yoko Teutenberg  | Katrin Ordenar    | Lado Hohlfeld            |
| 1994 | Ina-Yoko Teutenberg  | Anke Wichmann     | Sabine Meyer             |
| 1996 | Judith Arndt         | Petra Rossner     | Lado Hohlfeld            |
| 1997 | Ina-Yoko Teutenberg  | Judith Arndt      | Sabine Meyer             |
| 1998 | Anke Wichmann        | Judith Arndt      | Yvonne Könnecke          |
| 1999 | Judith Arndt         | Kathrin Freitag   | Cornelia Ciro            |
| 2000 | Judith Arndt         | Maria Taubert     | Anke Wichmann            |
| 2001 | Petra Rossner        | Judith Arndt      | Anke Wichmann            |
| 2002 | Anke Wichmann        | Elke Gebhardt     | Trixi Worrack            |
| 2003 | Anke Wichmann        | Charlotte Becker  | Luza Keller              |
| 2004 | Christina Becker     | Christin Muche    | Verena Jooß              |
| 2005 | Elke Gebhardt        | Madeleine Sandig  | Nina Köhn                |
| 2006 | Madeleine Sandig     | Stephanie Pohl    | Elke Gebhardt            |
| 2007 | Christina Becker     | Charlotte Becker  | Christin Muche           |
| 2008 | Trixi Worrack        | Charlotte Becker  | Elke Gebhardt            |
| 2009 | Elke Gebhardt        | Franziska Merten  | Laura Dittmann           |
| 2010 | Madeleine Sandig     | Charlotte Becker  | Stephanie Pohl           |
| 2011 | Stephanie Pohl       | Madeleine Sandig  | Janine Bubner            |
| 2012 | Stephanie Pohl       | Janine Bubner     | Lina Kristin Schink      |
| 2013 | Lisa Fischer         | Daniela Gaß       | Stephanie Borgers        |
| 2014 | Stephanie Pohl       | Anna Knauer       | Gudrun Stock             |
| 2015 | Anna Knauer          | Charlotte Becker  | Stephanie Pohl           |
| 2016 | Charlotte Becker     | Tatjana Paller    | Lisa Küllmer             |
| 2017 | Tatjana Paller       | Christa Riffel    | Lisa Küllmer             |
| 2018 | Charlotte Becker     | Michaela Ebert    | Gudrun Stock             |
| 2019 | Gudrun Stock         | Lisa Klein        | Franziska Brauße         |

### Keirin
| Ano  | Vencedor             | Segundo            | Terceiro             |
| 2003 | Christin Muche       | Dana Glöss         | Kathrin Freitag      |
| 2004 | Christin Muche       | Dana Glöss         | Daniela Clausnitzer  |
| 2005 | Christin Muche       | Miriam Welte       | Dana Glöss           |
| 2006 | Christin Muche       | Katrin Meinke      | Dana Glöss           |
| 2007 | Christin Muche       | Dana Glöss         | Miriam Welte         |
| 2008 | Christin Muche       | Jane Gerisch       | Sabine Bretschneider |
| 2009 | Miriam Welte         | Dana Glöss         | Charlene Delev       |
| 2010 | Kristina Vogel       | Christin Muche     | Charlene Delev       |
| 2011 | Miriam Welte         | Kristina Vogel     | Sabine Bretschneider |
| 2012 | Charlott Arndt       | Christina Konsulke | Verena Jooß          |
| 2013 | Kristina Vogel       | Miriam Welte       | Daniela Gass         |
| 2014 | Kristina Vogel       | Miriam Welte       | Sabina Ossyra        |
| 2015 | Miriam Welte         | Jo Ellen Look      | Gudrun Stock         |
| 2016 | Emma Hinze           | Daniela Gass       | Jo Ellen Look        |
| 2017 | Kristina Vogel       | Miriam Welte       | Pauline Grabosch     |
| 2018 | Emma Hinze           | Miriam Welte       | Pauline Grabosch     |
| 2019 | Lea Sophie Friedrich | Emma Hinze         | Miriam Welte         |

### Omnium
| Ano  | Vencedor          | Segundo            | Terceiro                |
| 2011 | Lisa Brennauer    | Charlotte Becker   | Judith Arndt            |
| 2012 | Charlene Delev    | Stephanie Pohl     | Lisa Fischer            |
| 2013 | Mieke Kröger      | Stephanie Pohl     | Lisa Klein              |
| 2014 | Anna Knauer       | Gudrun Stock       | Lisa Küllmer            |
| 2015 | Anna Knauer       | Stephanie Pohl     | Charlotte Becker        |
| 2016 | Anna Knauer       | Tatjana Paller     | Romy Kasper             |
| 2017 | Charlotte Becker  | Franziska Brausse  | Tatjana Paller          |
| 2018 | Lisa Klein        | Lisa Küllmer       | Lea Lin Teutenberg      |
| 2019 | Franziska Brausse | Lea Lin Teutenberg | Lena Charlotte Reissner |

### Perseguição individual
| Ano  | Vencedor                 | Segundo                  | Terceiro                 |
| 1976 | Marianne Stuwe           | Claudia Kaul             | Christa Freiberger       |
| 1977 | Beate Habetz             | Uta Rathmann             | Marianne Stuwe           |
| 1978 | Beate Habetz             | Uta Rathmann             | Claudia Kaul             |
| 1979 | Beate Habetz             | Uta Rathmann             | Claudia Kaul             |
| 1980 | Beate Habetz             | Claudia Kaul             | Gabi Habetz              |
| 1981 | Beate Habetz             | Karoline Krag            | Claudia Kaul             |
| 1982 | Sandra Kratz-Schumacher  | Ute Enzenauer            | Petra Weigenand          |
| 1983 | Gabriele Prieler-Altweck | Claudia Kaul             | Claudia Lommatzsch       |
| 1984 | Sandra Kratz-Schumacher  | Petra Koch-Stegherr      | Gabriele Prieler-Altweck |
| 1985 | Ute Enzenauer            | Claudia Kaul             | Erika Böhm               |
| 1986 | Ute Enzenauer            | Petra Koch-Stegherr      | Ines Varenkamp           |
| 1987 | Gabriele Prieler-Altweck | Erika Böhm               | Lieselotte Seidl         |
| 1988 | Sandra Kratz-Schumacher  | Jutta Niehaus            | Lieselotte Seidl         |
| 1989 | Jutta Niehaus            | Petra Koch-Stegherr      | Lieselotte Seidl         |
| 1990 | Petra Rossner            | Petra Geschößl           | Katrin Ordenar           |
| 1991 | Petra Rossner            | Gabriele Prieler-Altweck | Diana Dörffeldt          |
| 1992 | Petra Rossner            | Jutta Niehaus            | Lado Hohlfeld            |
| 1993 | Hanka Kupfernagel        | Katrin Ordenar           | Ina-Yoko Teutenberg      |
| 1994 | Hanka Kupfernagel        | Anke Wichmann            | Petra Rossner            |
| 1995 | Hanka Kupfernagel        | Judith Arndt             | Anke Wichmann            |
| 1996 | Judith Arndt             | Hanka Kupfernagel        | Anke Wichmann            |
| 1997 | Judith Arndt             | Christina Becker         | Imke Schiersch           |
| 1998 | Judith Arndt             | Anke Wichmann            | Christina Becker         |
| 1999 | Judith Arndt             | Anke Wichmann            | Christina Becker         |
| 2000 | Judith Arndt             | Anke Wichmann            | Maria Taubert            |
| 2001 | Petra Rossner            | Anke Wichmann            | Christina Becker         |
| 2002 | Christina Becker         | Anke Wichmann            | Charlotte Becker         |
| 2003 | Christina Becker         | Verena Jooß              | Anke Wichmann            |
| 2004 | Verena Jooß              | Christina Becker         | Stefanie Gronow          |
| 2005 | Verena Jooß              | Larissa Kleinmann        | Christina Becker         |
| 2006 | Larissa Kleinmann        | Madeleine Sandig         | Verena Jooß              |
| 2007 | Verena Jooß              | Charlotte Becker         | Alexandra Sontheimer     |
| 2008 | Charlotte Becker         | Verena Jooß              | Christina Becker         |
| 2009 | Madeleine Sandig         | Verena Jooß              | Christina Becker         |
| 2010 | Charlotte Becker         | Lisa Brennauer           | Madeleine Sandig         |
| 2011 | Stephanie Pohl           | Madeleine Sandig         | Lisa Brennauer           |
| 2012 | Mieke Kröger             | Charlene Delev           | Lina Kristin Schink      |
| 2013 | Lisa Brennauer           | Lisa Fischer             | Sarah Scharbach          |
| 2014 | Stephanie Pohl           | Anna Knauer              | Tatjana Paller           |
| 2015 | Mieke Kröger             | Charlotte Becker         | Stephanie Pohl           |
| 2016 | Lisa Klein               | Tatjana Paller           | Lisa Küllmer             |
| 2017 | Gudrun Stock             | Tatjana Paller           | Franziska Brauße         |
| 2018 | Lisa Brennauer           | Charlotte Becker         | Gudrun Stock             |
| 2019 | Franziska Brauße         | Lisa Klein               | Mieke Kröger             |

### Perseguição por equipas
| Ano  | Vencedor                                                               | Segundo                                                                     | Terceiro                                                                      |
| 2011 | Franziska Merten Franziska Ruschke Madeleine Sandig                    |                                                                             |                                                                               |
| 2012 | Janine Bubner Charlene Delev Lina-Kristin Schink                       |                                                                             |                                                                               |
| 2014 | Tatjana Paller Gudrun Stock Luisa Kattinger Sabina Ossyra              | Isabell Linda Seif Laura Süssemilch Katja Breitenfellner Sofie Mangertseder | Christina Koep Lisa Carolin Happke Alina Lange Jenny Heeger                   |
| 2016 | Sofie Mangertseder Tatjana Paller Katja Breitenfellner Laura Süßemilch |                                                                             |                                                                               |
| 2017 | Lisa Küllmer Christina Koep Tatjana Paller Gudrun Stock                | Christa Riffel Alina Lange Franziska Brauße Laura Süßemilch                 | Joe Ellen Look Michaela Ebert Jenny Hofmann Maxie Rathmann                    |
| 2018 | Charlotte Becker Anna Knauer Gudrun Stock Vanessa Wolfram              | Lisa Küllmer Tatjana Paller Michaela Ebert Laura Süßemilch                  | Lotta Schönemeyer Jo Ellen Look Jenny Hofmann Sandra Klotz                    |
| 2019 | Charlotte Becker Franziska Brauße Tanja Erath Lea Lin Teutenberg       | Katharina Hechler Lisa Fischer Paulina Maxima Klimsa Gudrun Stock           | Dorothea Heitzmann Lena Charlotte Reißner Vanessa Wolfram Ricarda Bauernfeind |

### Scratch
| Ano  | Vencedor         | Segundo          | Terceiro               |
| 2011 | Judith Arndt     | Lisa Brennauer   | Daniela Gaß            |
| 2012 | Charlene Delev   | Lisa Küllmer     | Elke Healey-Gebhardt   |
| 2013 | Lisa Klein       | Stephanie Pohl   | Mieke Kröger           |
| 2016 | Alina Lange      | Daniela Gass     | Michaela Ebert         |
| 2017 | Lisa Küllmer     | Gudrun Stock     | Alina Lange            |
| 2018 | Charlotte Becker | Tanja Erath      | Anna Knauer            |
| 2019 | Michaela Ebert   | Franziska Brauße | Lena Charlotte Reißner |

### Velocidade individual
| Ano  | Vencedor                 | Segundo             | Terceiro                 |
| 1976 | Beate Habetz             | Gabi Habetz         | Uschi Meyer              |
| 1977 | Beate Habetz             | Uschi Meyer         | Gabi Habetz              |
| 1978 | Beate Habetz             | Uschi Meyer         | Gabi Habetz              |
| 1979 | Beate Habetz             | Claudia Lommatzsch  | Gabi Habetz              |
| 1980 | Beate Habetz             | Claudia Lommatzsch  | Gabi Habetz              |
| 1981 | Claudia Lommatzsch       | Beate Habetz        | Ute Enzenauer            |
| 1982 | Claudia Lommatzsch       | Beate Habetz        | Sandra Kratz-Schumacher  |
| 1983 | Claudia Lommatzsch       | Birgit Strecke      | Gabriele Prieler-Altweck |
| 1984 | Birgit Strecke           | Jutta Niehaus       | Ruth Schmid              |
| 1985 | Gabriele Prieler-Altweck | Gabriele Dorausch   | Jutta Niehaus            |
| 1986 | Gabriele Prieler-Altweck | Gabriele Dorausch   | Sandra Föhl              |
| 1987 | Gabriele Dorausch        | Birgit Strecke      | Lado Arnold              |
| 1988 | Andrea Beitzel           | Lado Arnold         | Sandra Föhl              |
| 1989 | Gabriele Dorausch        | Lado Arnold         | Viola Paulitz-Müller     |
| 1990 | Gabriele Dorausch        | Lado Arnold         |                          |
| 1991 | Annett Neumann           | Sinett Wolke        | Juliette Raetsch         |
| 1992 | Annett Neumann           | Ina Heinemann       | Sinett Wolke             |
| 1993 | Annett Neumann           | Ina Heinemann       | Juliette Raetsch         |
| 1994 | Annett Neumann           | Kathrin Freitag     | Sinett Wolke             |
| 1995 | Kathrin Freitag          | Annett Neumann      | Ina Heinemann            |
| 1996 | Annett Neumann           | Kathrin Freitag     | Ulrike Weichelt          |
| 1997 | Kathrin Freitag          | Susan Panzer        | Ulrike Weichelt          |
| 1998 | Susan Panzer             | Ulrike Weichelt     | Katrin Meinke            |
| 1999 | Katrin Meinke            | Kathrin Freitag     | Solveig Rudick           |
| 2000 | Kathrin Freitag          | Solveig Rudick      | Katrin Meinke            |
| 2001 | Susan Panzer             | Katrin Meinke       | Christin Muche           |
| 2002 | Susan Panzer             | Katrin Meinke       | Kathrin Freitag          |
| 2003 | Katrin Meinke            | Christin Muche      | Kathrin Freitag          |
| 2004 | Christin Muche           | Daniela Clausnitzer | Miriam Welte             |
| 2005 | Christin Muche           | Dana Glöss          | Katrin Meinke            |
| 2006 | Dana Glöss               | Christin Muche      | Katrin Meinke            |
| 2007 | Dana Glöss               | Christin Muche      | Miriam Welte             |
| 2008 | Christin Muche           | Miriam Welte        | Jane Gerisch             |
| 2009 | Dana Glöss               | Miriam Welte        | Sabine Bretschneider     |
| 2010 | Kristina Vogel           | Christin Muche      | Sabine Bretschneider     |
| 2011 | Kristina Vogel           | Miriam Welte        | Sabine Bretschneider     |
| 2012 | Kristina Vogel           | Charlott Arndt      | Christina Konsulke       |
| 2013 | Kristina Vogel           | Charlott Arndt      | Christina Konsulke       |
| 2014 | Kristina Vogel           | Miriam Welte        | Sabina Ossyra            |
| 2015 | Kristina Vogel           | Jo Ellen Look       | Sabina Ossyra            |
| 2016 | Kristina Vogel           | Emma Hinze          | Daniela Gass             |
| 2017 | Kristina Vogel           | Pauline Grabosch    | Miriam Welte             |
| 2018 | Miriam Welte             | Emma Hinze          | Pauline Grabosch         |
| 2019 | Lea Sophie Friedrich     | Emma Hinze          | Miriam Welte             |

### Velocidade por equipas
| Ano  | Vencedor                          | Segundo                               | Terceiro                            |
| 2011 | Miriam Welte Verena Jooß          | Charlene Delev Christina Konsulke     | Charlott Arndt Sabine Bretschneider |
| 2013 | Miriam Welte Kristina Vogel       | Daniela Gass Lisa-Maria Wiedemann     | Sarah Scharbach Pia Weber           |
| 2014 | Doreen Heinze Kristina Vogel      | Emma Hinze Miriam Welte               | Lisa Carolin Happke Alina Lange     |
| 2015 | Gudrun Stock Kristina Vogel       | Lisa Klein Miriam Welte               | Sabina Ossyra Alina Lange           |
| 2016 | Pauline Grabosch Kristina Vogel   | Tatjana Paller Alina Lange            |                                     |
| 2017 | Pauline Grabosch Kristina Vogel   | Lea Sophie Friedrich Joe Ellen Look   | Gudrun Stock Paulina Klimsa         |
| 2018 | Miriam Welte Lea Sophie Friedrich | Pauline Grabosch Emma Hinze           | Jo Ellen Look Sandra Klotz          |
| 2019 | Miriam Welte Emma Hinze           | Lea Sophie Friedrich Pauline Grabosch | Vanessa Wolfram Emma Götz           |